# Гануш Липський
Гануш Липський (чеськ. Hanuš z Lipé) — богемський маршалок (1414—1415). Представник чеського дому Липських. Третій син Генріха ІІІ. Дата і місце народження невідомі. Вперше згадується в джерелах з 1397 року. Володар міста Раттай (нині — Раттай-над-Сазавою). 1 лютого 1412 року передав свої землі Яну Піркштейнському, залишивши за собою село Сенограби. Після спалення Яна Гуса був одним із підписантів протесту чеської шляхти щодо рішення Констанцького собору. Помер у Брно, Богемія. Похований у Ратайській церкві святого Матвія.

## Імена
- Гануш Липський — українська назва.
- Гануш з Липи (чеськ. Hanuš z Lipé) — чеська назва[1].
- Ганс фон Лейпа / Ляйпа (чеськ. Hans von Leipa) — німецька назва.

## Біографія

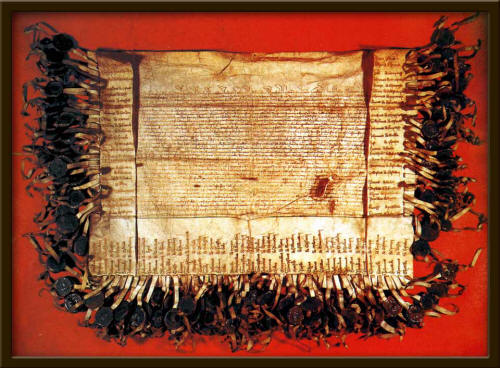
Лист-скарга 1415 року

Гануш був третім сином Їндриха ІІІ з Липи. Вперше згадується в документах під 1397 роком.
Після смерті Яна-Старшого Пташки Піркенштейнського місто Райтай перейшло під управління Гануша. Останній також став опікуном ратайського неповнолітнього спадкоємця Яна-Молодшого Піркенштейнського.
1403 року Гануш прийняв у Ратаї пана Рацека Кобилу Дворського та його біженців.
1 лютого 1412 року, згідно з королівським декретом, Гануш передав свої володіння з Раттаєм спадкоємцю Яну-Молодшому Піркштейнському, залишивши собі село Сенограби.
Близько 1415 року Гануш займав посаду найвищого маршалка Богемського королівства
Гануш як представник «високої шляхти Моравії» (vysoká šlechta z Moravy) був одним із підписантів листа-скарги чеської шляхти до Констанцького собору від 2 листопада 1415 року, в якому засуджувалося спалення Яна Гуса.
Гануш помер наприкінці 1415 року в Брно. Його поховали у Раттайській церкві святого Матвія.

## Сім'я
- Батько: Генріх ІІІ Липський
- Дружина: Маркета Штернберзька (Markéta ze Šternberka)[4]

## У культурі

### Відео-ігри
- 2018: Kingdom Come: Deliverance